# I. e. 424
Évszázadok: i. e. 6. század – i. e. 5. század – i. e. 4. század
Évtizedek: i. e. 470-es évek – i. e. 460-as évek – i. e. 450-es évek – i. e. 440-es évek – i. e. 430-as évek – i. e. 420-as évek – i. e. 410-es évek – i. e. 400-as évek – i. e. 390-es évek – i. e. 380-as évek – i. e. 370-es évek
Évek: i. e. 429 – i. e. 428 – i. e. 427 – i. e. 426 –  i. e. 425 – i. e. 424 – i. e. 423 – i. e. 422 – i. e. 421 – i. e. 420 – i. e. 419

## Események

### Görögország
- A peloponnészoszi háborúban az athéni Démoszthenész és Hippokratész megpróbálja elfoglalni Megarát, de a Braszidasz vezette spártai erők legyőzik őket. Démoszthenész ezután Naupaktoszba vonul, hogy segítse a demokrata párt lázadását és csapatokat gyűjtsön Boiótia elleni hadjáratához. A két athéni hadvezér nem egyezteti hadmozdulatait és a délioni csatában Hippokratész vereséget szenved. A csatában Szókratész állítólag megmentette Alkibiadész életét. Démoszthenész Sziküónt támadja, de ő is vereséget szenved.

- A spártai Braszidasz 1700 főből álló seregével északra, Khalkidikébe vonul hogy csatlakozzon II. Perdikkasz makedón királyhoz. Braszidasz nem hajlandó a király ambícióinak eszköze lenni és inkább oldalára állítja Akanthosz, Sztagirosz, Amphipolisz és Torone városokat. Amphipolisz spártai oldalra állása nagy veszteség Athénnak, amiért Thuküdidész hadvezért okolják és száműzik. A száműzetés lehetővé teszi számára, hogy ismeretségeket, információkat gyűjtsön és később megírja történeti munkáit.

- Nikiasz elfoglalja Küthéra szigetét, ahonnan zaklathatja a spártaiakat.

### Itália
- A gelai kongresszuson a szicíliai városok a szürakuszai Hermokratész javaslatára megegyeznek, hogy békét kötnek és nem szövetkeznek külső (athéni vagy spártai) hatalmakkal. A szicíliai athéni expedíció kénytelen hazatérni.
- Rómában a konzuli jogkörű katonai tribunusok: Lucius Sergius Fidenas, Appius Claudius Crassus, Spurius Nautius Rutilus és Sextus Iulius Iullus.

### Perzsia
- II. Xerxészt 45 napi uralkodás után féltestvére, Szogdiánosz (vagy Szeküdiánosz) meggyilkoltatja.

## Művészet
- Elkészül a Kallikratész által tervezett Athéné Niké-templom az athéni Akropoliszon.

## Születések
- i.e. 424/423 (vagy i.e. 426-427) Platón, görög filozófus

## Halálozások
- II. Xerxész perzsa király
- Hippokratész, athéni hadvezér

## Fordítás
- Ez a szócikk részben vagy egészben  a(z)   424 BC című angol Wikipédia-szócikk ezen változatának fordításán alapul.  Az eredeti cikk szerkesztőit annak laptörténete sorolja fel. Ez a jelzés csupán a megfogalmazás eredetét és a szerzői jogokat jelzi, nem szolgál a cikkben szereplő információk forrásmegjelöléseként.